# Weapon of Choice

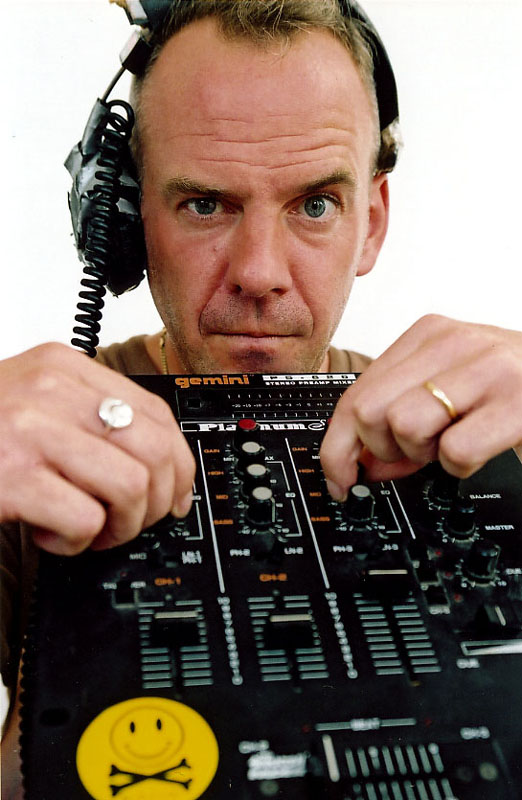
Der britische DJ Norman Cook, besser bekannt als Fatboy Slim, schrieb und produzierte den Song (Foto von 2004).

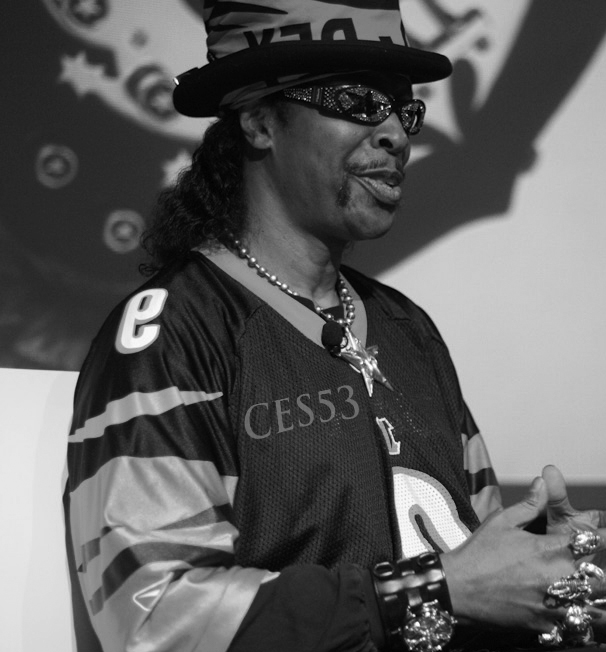
Koautor Bootsy Collins sang den Text des Lieds (Foto von 2009).

Weapon of Choice ist ein Song, der von Fatboy Slim gemeinsam mit Bootsy Collins und Ashley Slater geschrieben wurde und dem Big Beat zuzuordnen ist. Im November 2000 wurde er auf Fatboy Slims Album Halfway Between the Gutter and the Stars veröffentlicht und erschien im April 2001 als Single. Weapon of Choice erreichte nur in Großbritannien und Deutschland die Singlecharts, erlangte jedoch vor allem durch ein von Spike Jonze produziertes Musikvideo mit dem Schauspieler und Tänzer Christopher Walken größere Bekanntheit. Dieses wurde bei den MTV Video Music Awards 2001 mehrfach ausgezeichnet und erhielt einen Grammy als Best Short Form Music Video. Der Musiksender VH1 wählte es 2002 zum besten Musikvideo aller Zeiten.

## Produktion und Veröffentlichung
Musik und Text zu Weapon of Choice stammen von Fatboy Slim – mit bürgerlichem Namen Norman Cook –, Bootsy Collins und Ashley Slater. Produzent war Cook, Collins sang die Leadvocals ein.
Das Lied erschien zunächst im November 2000 auf Fatboy Slims drittem Studioalbum Halfway Between the Gutter and the Stars beim Plattenlabel Skint Records. Die Singleauskopplung erfolgte am 23. April 2001 zusammen mit Star 69, einem weiteren Lied von jenem Album, als Doppel-A-Seite. 2002 wurde eine Instrumentalversion auf der EP Camber Sands beim Label Astralwerks veröffentlicht. Auch auf dem 2006er Best-of-Werk The Greatest Hits: Why Try Harder ist der Song enthalten; in den Vereinigten Staaten wurde für dieses Album ein Cover verwendet, das ein Still aus dem Musikvideo zu Weapon of Choice zeigt. 2010 veröffentlichte der DJ Lazy Rich einen Electro-House-Remix als Single zum Herunterladen.
Die Album-, die im Video zu hörende und die 2006 von Fatboy Slim wiederveröffentlichte Version unterscheiden sich in erster Linie bezüglich der Laufzeit, aber auch musikalisch. Auf dem Album hat das Lied – ebenso wie auf der Single – eine Länge von 5:46 Minuten und weist tonale Veränderungen an Bootsy Collins’ Stimme auf, während das Musikvideo auf 3:46 Minuten gekürzt, strukturell verändert und teilweise mit einer zusätzlichen Bassline unterlegt ist. Der Remix des Best-of-Albums stellt eine weitere gekürzte Variante der Albumversion dar und dauert 3:39 Minuten.

## Stil
Fatboy Slim verwendete für Weapon of Choice mehrere bereits von anderen Musikern aufgenommene Liedelemente – sogenannte Samples –, die er zu einer Klangcollage zusammenfügte. Der Song beginnt und endet mit gescratchten Vokalsamples, darunter eines aus dem Lied Word Play von The X-Ecutioners, das Fatboy Slim bereits für seine frühere B-Seite Don’t Forget Your Teeth benutzt hatte. Als rhythmische Grundlage dient das Stück All Strung Out Over You von den Chambers Brothers; sowohl das Schlagzeugspiel – in Form von Breakbeats – als auch der Bass wurden von Fatboy Slim verlangsamt und geloopt.
Neben der Bassline vereinzelt auftauchende Melodiefragmente stammen von einem Blechblasinstrument und einer Wah-Wah-Gitarre. Betont wird vorwiegend der Groove, der mehrmals durch ein Saxophon-Break aus Sly & the Family Stones Into My Own Thing unterbrochen wird.
Der Text von Weapon of Choice wird von dem Funk-Musiker Bootsy Collins in einer Mischung aus Spoken Word und Gesang vorgetragen, in der Albumversion teilweise mit einer tontechnisch vertieften Stimme. Mit dem mehrfach wiederholten, als Refrain fungierenden Zweizeiler “You can blow with this, or you can blow with that” interpretiert Collins einen Text des Duos Black Sheep, das im Stück The Choice Is Yours rappt: “You can get with this, or you can get with that”. Der Text enthält außerdem Anlehnungen an Frank Herberts Science-Fiction-Roman Dune, insbesondere der Satz “Walk without rhythm, it won’t attract the worm” ist fast wörtlich aus der Verfilmung von David Lynch übernommen.

## Musikvideo

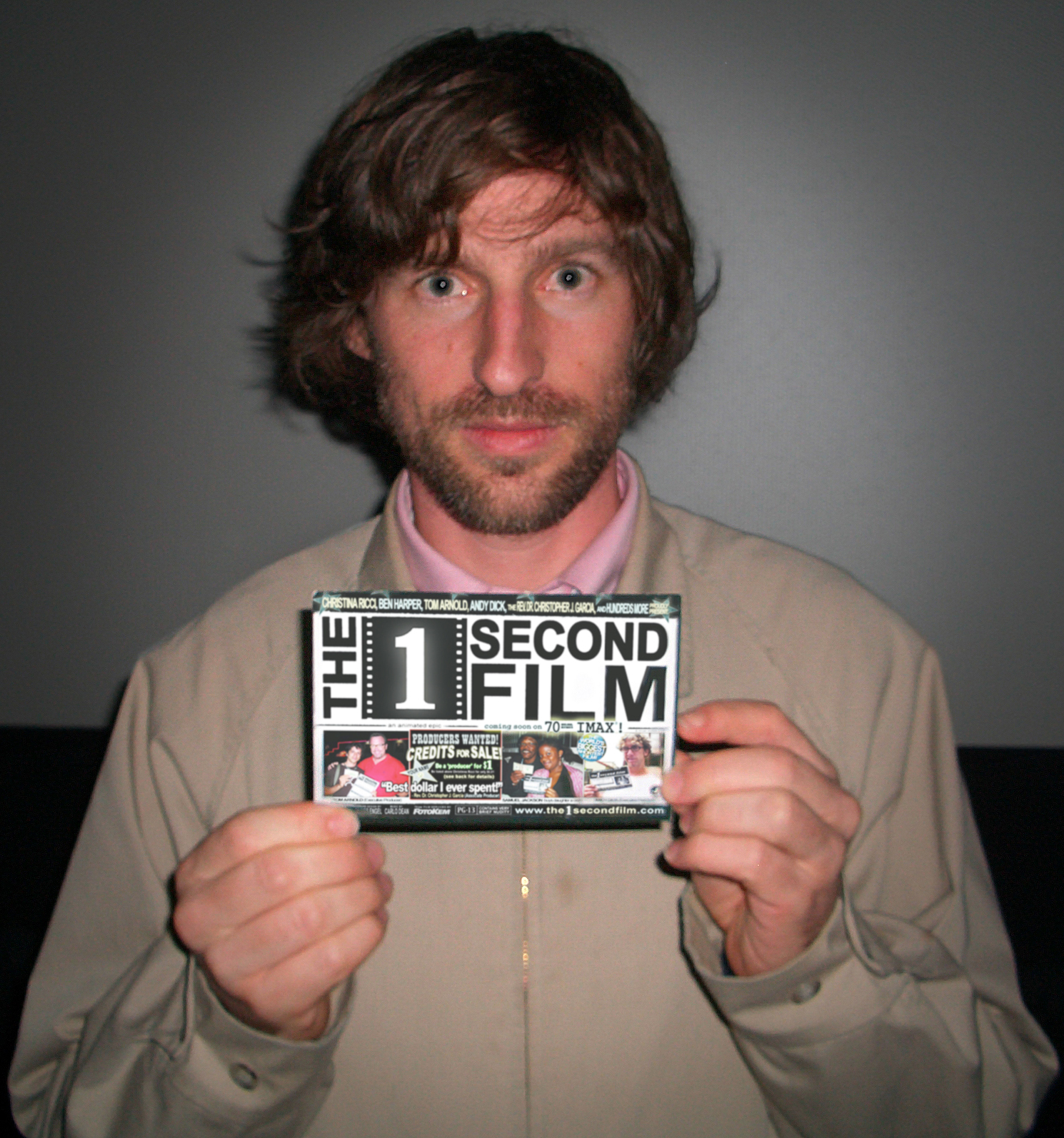
Spike Jonze führte bei dem ausgezeichneten Musikvideo Regie (Foto von 2004).

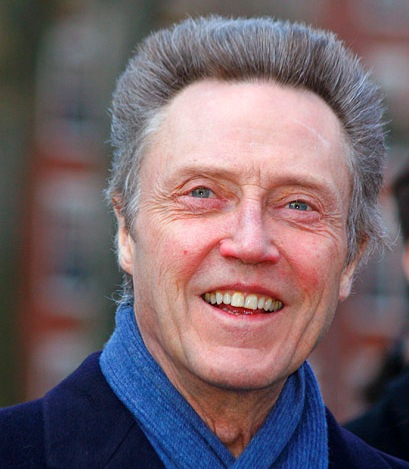
Der Solo-Tanz Christopher Walkens dominiert den Clip (Foto von 2008).

Obwohl Star 69 der erstgenannte Titel der Doppel-A-Seite-Single war, wurde das Musikvideo für das zweitgenannte Stück Weapon of Choice produziert. Diese Entscheidung traf die Plattenfirma wegen der vielen Fluchworte in Star 69 – im Liedtext taucht über vierzig Mal das Wort “fuck” auf, und der Titel wird manchmal durch den Klammerzusatz “What the f**k” ergänzt.
Das Video entstand unter der Regie von Spike Jonze, der sich durch seine Videoclips für die Beastie Boys, Weezer, R.E.M., Björk, Daft Punk, die Chemical Brothers, Puff Daddy und The Notorious B.I.G. in dem Genre bereits einen Ruf erarbeitet hatte und dessen Regiearbeit am Film Being John Malkovich mit einer Oscar-Nominierung gewürdigt worden war. Außerdem hatte er bereits 1999 mit Cook für dessen Video zur Single Praise You zusammengearbeitet. Produzenten waren Deannie O’Neil und Vincent Landay. Als Kulisse diente das Marriott-Hotel in Los Angeles, der Dreh dauerte zwei Tage.
Einziger Darsteller ist der damals 58-jährige Christopher Walken, der auch bei der Ausarbeitung der Choreografie half. Cook tritt in den Videos zu seinen Liedern grundsätzlich nicht auf, ist hier aber in Form eines an der Wand hängenden Porträts zu sehen. Walken hatte zu Beginn seiner Karriere eine Musical-Tanzausbildung am angesehenen Actors Studio absolviert, kann steppen und gilt als begabter Tänzer; dass er in seine Filmrollen stets zumindest eine kleinere Tanzszene integriert, wird inzwischen als eine Art Markenzeichen Walkens angesehen. Jonze hatte Walken bei Saturday Night Live steppen gesehen und wollte ihn daraufhin für das Video besetzen. Er beschrieb die Bedeutung der Person Walkens für den Clip in einem Interview mit dem Musikmagazin Spin später so:

“It wasn’t that Christopher Walken was the first choice—if he didn’t want to do it, it wasn’t really an idea.”

„Es war nicht so, dass Christopher Walken die erste Wahl gewesen wäre – wenn er es nicht hätte tun wollen, wäre [die Idee zum Video] keine richtige Idee gewesen.“

Zu Beginn des knapp vierminütigen Videos sieht man Walken in einem unscheinbaren Businessanzug müde und in die Lehne eines Sessels gesunken in der dämmrig beleuchteten Lobby eines Hotels sitzen. Aus einem kleinen Transistorradio auf einem Wäschewagen sind gedämpft die ersten Töne des Liedes zu hören. Walken bewegt zunächst dezent den Kopf im Takt und erhebt sich dann schwerfällig und leicht schwankend. Als die Musik lauter wird, beginnt er unvermittelt zu tanzen. Tanzend durchschreitet er das leere Hotel, mal mit reduzierten Bewegungen, mal mit akrobatischen Einlagen, springt zwischendurch auf einen Tisch und kickt vergnügt lächelnd Broschüren herunter, hechtet schließlich über ein Geländer aus dem ersten Stock in die Eingangshalle, fliegt dort von der einen Seite zur anderen und verharrt schwebend vor einem großen Gemälde mit Segelbooten auf offener See. Dann gleitet er zurück zum Boden, die Musik endet, und Walken nimmt wieder in dem Sessel Platz. Am Ende des Videos sitzt er dort ebenso erschöpft und resigniert wirkend wie zu Beginn.
Für den Dreh der Flugszenen wurde Walken von Drahtseilen gehalten. Die hierfür benötigte stählerne Tragekonstruktion war so komplex, dass es unverhältnismäßig aufwändig gewesen wäre, sie aus den Aufnahmen zu retuschieren. Es war letztlich einfacher, Walken aus den Bildern auszuschneiden und in Aufnahmen der leeren Kulisse einzubinden.

## Rezeption

### Kritikerstimmen zum Lied
Ebenso wie das Album Halfway Between the Gutter and the Stars wurde Weapon of Choice von den Kritikern sehr unterschiedlich aufgenommen. Stefan Friedrich schrieb auf laut.de in seiner Rezension zum Album, dass die im Song zu hörenden Samples „unverschämt gut ins Ohr und in die Beine“ gehen. Der PopMatters-Rezensent Michael Abernethy lobte, dass die verwendeten Beats den Song nicht zu stark vereinnahmen; stattdessen nehme der Zuhörer nur ein mit Bootsy Collins’ Stimme und der Instrumentierung verwobenes “pulsing tempo” (deutsch: „pulsierendes Tempo“) wahr. Bereits anhand dieses einzigen Liedes, das er von Fatboy Slim kenne, sei die Beliebtheit des DJs für den Autor nachvollziehbar geworden. Zur Vokabel „pulsierend“ greift auch Maureen Turim, Professorin für Filmgeschichte und -theorie an der University of Florida, in einem Buchbeitrag.
Dagegen zeigte sich John Bush in seiner Album-Kritik für Allmusic erstaunt darüber, wie “surprisingly bland” (deutsch: „erstaunlich langweilig“) das Stück mit Bootsy Collins ausgefallen sei. Larry Flick vom US-Musikmagazin Billboard beurteilte das Lied als “ornery” (deutsch: „störrisch“) und Smith Galtney nannte es im Out-Magazin “kitschy” (deutsch: „kitschig“). Simon Reynolds kritisierte den Song in der Village Voice sogar als “ghastly” (deutsch: „grauenhaft“); das an die Propellerheads erinnernde Lied fände sicherlich Verwendung in einer Diskotheken-Szene des dritten Teils von Austin Powers.

### Analysen des Videoclips
Die Rezension im E-Zine PopMatters fiel auch für das Video positiv aus. Michael Abernethy stellte darin die angenehme Schlichtheit der Produktion in den Vordergrund, die ganz auf grelle Kulissen und Kostüme oder multiple Handlungsstränge verzichte. Inhaltlich sah er in der Erzählung “the fulfillment of the fantasy to lose control when you really need to relieve some of the tension in your life.” (deutsch: „die Erfüllung des Traums, die Kontrolle zu verlieren, wenn man wirklich mal von den Anstrengungen des Lebens ausspannen muss.“) Die Bewegungen Walkens würden den Zuschauer fesseln, indem sie dem Gewohnten zuwiderliefen und so jede Erwartungshaltung durchbrächen; beispielhaft wird die Leichtigkeit genannt, mit der der knapp 60-jährige Walken die komplexe Choreografie bewältigt. Das Traumhafte unterstreicht Abernethys Analyse, indem sie die Pose, in der Walken schwebend vor einem Bild verharrt, als “Christ-like” (deutsch: „christushaft“) deutet.
Ähnlich fiel die Deutung auf der Walken-Fanpage walken works aus. Auch hier wurde Walkens Stepptanz-Darbietung als virtuos und energetisch gelobt. Der Schauspieler tanze, gerade für sein Alter, überaus beweglich, was der Performance eine wunderbare Friedlichkeit und Natürlichkeit verleihe. Im Kontrast dazu stehe die sinistre Atmosphäre der schwach beleuchteten Hotellobby. Das Video erzähle die Geschichte eines Mannes, der in seinem Leben gefangen sei. Er phantasiere, wie es wäre, wenn er etwas mutiger wäre, ergebe sich letzten Endes aber in sein Schicksal.
Bei der Einordnung des Musikvideos in das Gesamtwerk Jonzes erkannte Claudia Lillge, dass der Filmschaffende bei seinen Arbeiten aus diesem Genre immer wieder „zeitgenössische Musik in medial unzeitgemäßen Arrangements“ verpacke. Der Rückgriff auf medienhistorische Ausdrucksformen, insbesondere Erzählschemata und Ikonografien, geschehe, um durch sie Geschichten zu erzählen. Der Clip zu Weapon of Choice bilde hier keine Ausnahme, Lillge nannte explizit die „exaltierte Tanzfilm-Choreografie“ und das Image Walkens als „tough guy [engl. ‚harter Junge‘] des Gangsterfilms“.

### Auszeichnungen für das Musikvideo
Das Musikvideo gehört zu den großen Gewinnern der MTV Music Video Awards 2001. Es war in insgesamt neun Kategorien nominiert und galt deswegen bereits im Vorfeld zur Preisvergabe am 6. September 2001 als Favorit bezüglich der höchsten Gesamtzahl an Auszeichnungen. Tatsächlich gewann das Video sechs Kategorien und bekam so die meisten Preise an diesem Abend. Im Einzelnen erhielt es die Auszeichnungen für die beste Regie (Best Direction In A Video), die beste Choreografie (Best Choreography In A Video), die beste künstlerische Regie (Best Art Direction In A Video), den besten Schnitt (Best Editing In A Video) und die beste Kinematografie (Best Cinematography In A Video) sowie als „bahnbrechendes Video“ (Breakthrough Video). In der Hauptkategorie Video des Jahres musste es sich jedoch Lady Marmalade geschlagen geben; ebenso verlor es als bestes Tanzvideo und in der Spezialeffekte-Kategorie.
Auch für die britischen Q Awards war Weapon of Choice 2001 als Bestes Video nominiert, musste sich jedoch dem Gorillaz-Hit Clint Eastwood geschlagen geben. Im selben Jahr zeichnete es das Magazin Billboard mit drei Billboard Music Video Awards aus, und zwar in den Kategorien für die Musikrichtungen Pop, Modern Rock und Dance.
Am 27. Februar 2002 ehrte die National Academy of Recording Arts and Sciences das Musikvideo mit einem Grammy Award in der Kategorie Best Short Form Music Video.
Eine Expertenjury des Musiksenders VH1 wählte den Clip im selben Jahr zum Besten Musikvideo aller Zeiten. Norman Cook nahm den Preis entgegen und widmete ihn Spike Jonze und Christopher Walken, mit der Begründung, er selbst sei beim Videodreh gar nicht zugegen gewesen. Der zweite Platz in der Ewigenliste ging ebenfalls an ein Werk von Jonze, nämlich dessen Video zum Beastie-Boys-Lied Sabotage.

### Auswirkungen des Videos
Das Musikvideo war nicht nur bei Kritikern erfolgreich, sondern auch bei den Hörern beliebt. So war es beispielsweise beim Apple-Musikdienst iTunes in der ersten Woche nach dessen Start das am häufigsten heruntergeladene Video. Der Erfolg des Videos wirkte sich sowohl auf den Erfolg des Liedes als auch auf die Bekanntheit von Fatboy Slim und Christopher Walken aus. Einer Analyse des Magazins Billboard zufolge nahmen die größeren US-amerikanischen Radiostationen das Lied erst in ihr Programm auf, als das Video sich bereits zum Hit entwickelt hatte. Gleichzeitig wuchs die Berühmtheit des DJs an der des Schauspielers und umgekehrt: Wer zuvor nur einen von beiden kannte, interessierte sich nun auch für den anderen.

## Kommerzieller Erfolg

### Chartplatzierungen
Die Doppel-A-Seite Star 69/Weapon of Choice stieg am 5. Mai 2001 auf Platz 10 der britischen Singlecharts ein, wo sie sieben Wochen in den Top 100 blieb. Ab dem 14. Mai 2001 war sie für drei Wochen unter den besten einhundert Singles in den deutschen Singlecharts notiert. Mit Rang 81 blieb die beste Platzierung im unteren Bereich der Hitparade. In Österreich und der Schweiz tauchte Weapon of Choice nicht in den Charts auf. In den Billboard Hot 100, den bedeutendsten Single-Charts der USA, erreichte Weapon of Choice ebenfalls keine Platzierung. Das Lied etablierte sich jedoch für fünf Wochen in der Billboard-Sparten-Hitparade für Alternative Songs mit einer Bestplatzierung auf Rang 33.
| ChartsChartplatzierungen     | Höchstplatzierung | Wochen |
| ---------------------------- | ----------------- | ------ |
| Deutschland (GfK)            | 81 (3 Wo.)        | 3      |
| Vereinigtes Königreich (OCC) | 10 (8 Wo.)        | 8      |

### Auszeichnungen für Musikverkäufe
| Land/Region                  | Auszeichnungen für Musikverkäufe (Land/Region, Auszeichnung, Verkäufe) | Verkäufe |
| ---------------------------- | ---------------------------------------------------------------------- | -------- |
| Vereinigtes Königreich (BPI) | Silber                                                                 | 200.000  |
| Insgesamt                    | 1× Silber ·                                                            | 200.000  |